# Qualificazioni alla Coppa delle nazioni africane 1962
Le qualificazioni per la Coppa delle nazioni africane 1962 di calcio si sono disputate tra l'8 aprile 1961 e il 10 dicembre 1961 e vedono la partecipazione di sette nazionali. Sono qualificati di diritto alla fase finale l'Etiopia (in qualità di paese ospitante) e la Rep. Araba Unita (in qualità di detentore del titolo).
Alla prima fase, le sette nazionali partecipanti vengono divise in due gruppi da due squadre e uno da tre: la vincitrice di ogni raggruppamento si qualifica per la seconda fase.
Alla seconda fase le vincenti del primo turno effettuano un sorteggio per decidere la vincitrice del gruppo (e la qualificazione alla fase finale), mentre le perdenti effettuano uno spareggio per l'ultimo posto disponibile.

## Prima fase

### Gruppo 1
| Lagos 8 aprile 1961 | Nigeria | 0 – 0 referto | Ghana |  |

| Accra 30 aprile 1961                                                                         | Ghana     | 2 – 2 referto                       | Nigeria |  |
| \| \| \| \| \| Acquah 88’ Aggrey-Finn \| Marcatori \| 55’ Dejo Fayemi 75’ Elkanah Onyeali \| |           |                                     |         |  |
|                                                                                              |           |                                     |         |  |
| Acquah 88’ Aggrey-Finn                                                                       | Marcatori | 55’ Dejo Fayemi 75’ Elkanah Onyeali |         |  |

- Nigeria qualificata alla seconda fase per sorteggio.

### Gruppo 2
| Nairobi 6 agosto 1961                             | Kenya     | 0 – 1 referto   | Uganda |  |
| \| \| \| \| \| \| Marcatori \| 17’ Congo Odong \| |           |                 |        |  |
|                                                   |           |                 |        |  |
|                                                   | Marcatori | 17’ Congo Odong |        |  |

| Kampala 23 settembre 1961                            | Uganda    | 0 – 1 referto      | Kenya |  |
| \| \| \| \| \| \| Marcatori \| 75’ Munialo Opicho \| |           |                    |       |  |
|                                                      |           |                    |       |  |
|                                                      | Marcatori | 75’ Munialo Opicho |       |  |

In base al regolamento si sarebbe dovuto effettuare il sorteggio, ma entrambe le nazionali preferirono disputare uno spareggio (autorizzato dalla CAF). 
| Kampala 29 ottobre 1961                                              | Uganda    | 2 – 0 referto | Kenya |  |
| \| \| \| \| \| Jimmy Ssewava 50’ Hassan Fauza 50’ \| Marcatori \| \| |           |               |       |  |
|                                                                      |           |               |       |  |
| Jimmy Ssewava 50’ Hassan Fauza 50’                                   | Marcatori |               |       |  |

- Sudan ritirato, Uganda qualificata alla seconda fase.

### Gruppo 3
|  | Tunisia | 2 – 0 a tavolino referto | Marocco |  |

|  | Marocco | 0 – 2 a tavolino referto | Tunisia |  |

- Marocco ritirato, Tunisia qualificata al secondo turno.

## Seconda fase
In base al regolamento si effettua il sorteggio per definire quale nazionale qualificare direttamente alla fase finale, mentre le restanti effettuano lo spareggio per contendersi l'ultimo posto rimasto.
- Uganda qualificata alla fase finale per sorteggio.

| Lagos 25 novembre 1961                                                   | Nigeria   | 2 – 1 referto | Tunisia |  |
| \| \| \| \| \| Patrick Noquapor 30’ 84’ \| Marcatori \| 25’ Ali Klibi \| |           |               |         |  |
|                                                                          |           |               |         |  |
| Patrick Noquapor 30’ 84’                                                 | Marcatori | 25’ Ali Klibi |         |  |

| Tunisi 10 dicembre 1961 | Tunisia | 2 – 0 a tavolino referto | Nigeria |  |

- Tunisia qualificata alla fase finale.

## Squadre qualificate
- Etiopia (paese ospitante)
- Rep. Araba Unita (detentore del titolo)
- Uganda
- Tunisia